# 沈定钧
沈定钧（？—？），清朝人，是一名清朝政治人物。
沈定钧曾于光绪七年接替孙寿铭任兴化府知府一职，光绪九年由施启宗接任。